# エックスモバイル
エックスモバイル株式会社は、東京都港区に本社を置く仮想移動体通信事業者 (MVNO) である。

## 業務内容
- 格安携帯電話サービス「エックスモバイル」 - NTTドコモ回線。
- モバイルWi-Fiルーター「限界突破Wi-Fi」 - クラウドSIMでNTTドコモ、au、SoftBankから自動で接続回線を選択。
- 自社回線販売店「X-mobile Cafe shibuya」（東京都渋谷区） - カフェを併設[1]。
- HORIE MOBILE - 堀江貴文とのコラボレーションによる料金プラン[2]。
- マジモバ - パン・パシフィック・インターナショナルホールディングスと提携した料金プラン[3]。
- ベルモバ - ベルクと提携した料金プラン。
- DAVE MOBILE - 大久保博元とのコラボレーションによる料金プラン。

## 沿革
- 2013年10月10日 - 京都府京都市で創業
- 2014年
  - 5月 - 本社を東京都千代田区に移転。テスト販売を開始
  - 10月10日 - エックスモバイルのサービスを開始。同月にドン・キホーテ、12月にサークルKサンクス、それぞれにプリペイドSIMの販売開始を発表
- 2015年8月 - MVNOで初めて定額通信プランを発表し、東京都渋谷区へ本社を移転
- 2016年3月 - 通話無制限かけ放題と国際電話定額オプションを追加
- 2019年
  - 5月 - 株式会社ベクトルを引受先とする第三者割当増資を実施
  - 10月 - オリジナルWi-Fi端末「限界突破Wi-Fi」販売開始
- 2020年6月 - 行政機関用プランを新設
- 2021年9月 - 本社を東京都港区へ移転
- 2022年1月 - サガン鳥栖の新規スポンサーとなり、サガン鳥栖と協業で「サガン鳥栖スマホ」を発売
- 2023年3月 - 堀江貴文との提携でHORIE MOBILEのサービス開始

## CMタレント
- 氷川きよし[4]